# Pietro Fossa
Pietro Fossa (Bobbio, 1823 – Bobbio, 2 giugno 1878) è stato un avvocato e politico italiano.
Nato a Bobbio nel 1823, si laureò in giurisprudenza. Scrisse di lui Cleto Arrighi:
Fu consigliere della Provincia di Bobbio e dal 1859 sindaco del suo comune. Nelle elezioni suppletive del 1864 causate dalla decadenza del deputato di Bobbio, Pietro Mazza, divenuto segretario del ministro Lanza, venne chiamato a sostituirlo, e fu rieletto nelle successive votazioni fino alla morte, nel 1878.
In parlamento appartenne, come già il Mazza, alla sinistra moderata di Agostino Depretis. Ebbe diversi incarichi parlamentari, come segretario dell'Ufficio di presidenza, membro della Commissione bilancio e della giunta per le elezioni.